# Trichoniscoides scoparum
Trichoniscoides scoparum là một loài chân đều trong họ Trichoniscidae. Loài này được Verhoeff miêu tả khoa học năm 1908.